# Liste der North-West-200-Sieger
Die folgende Liste nennt alle Sieger des jährlich im Mai ausgetragenen Motorrad-Straßenrennens North West 200, geordnet nach Jahr und Klasse.
| Auflage                                                    | Jahr | Klasse                     | Sieger                               | Zeit          | Durchschnittsgeschwindigkeit |
| ---------------------------------------------------------- | ---- | -------------------------- | ------------------------------------ | ------------- | ---------------------------- |
| 1                                                          | 1929 | 250 cm³                    | Malcolm McQuigg (Zenith)             | 3:59:50 h     | –                            |
| 1                                                          | 1929 | 350 cm³                    | Harry Meagen (J.A.P.)                | 3:07:12 h     | –                            |
| 1                                                          | 1929 | 500 cm³                    | Ernie Nott (Rudge)                   | 2:58:41 h     | –                            |
|                                                            |      |                            |                                      |               |                              |
| 2                                                          | 1930 | 250 cm³                    | Eric Fernihough (Excelsior)          | 3:42:27 h     | 53,76 mph (86,52 km/h)       |
| 2                                                          | 1930 | 350 cm³                    | Percy Hunt (Norton)                  | 3:00:12 h     | 66,37 mph (106,81 km/h)      |
| 2                                                          | 1930 | 500 cm³                    | Ernie Nott (Rudge)                   | 2:55:55 h     | 67,98 mph (109,4 km/h)       |
|                                                            |      |                            |                                      |               |                              |
| 3                                                          | 1931 | 250 cm³                    | Eric Fernihough (Excelsior)          | 3:20:48 h     | 59,56 mph (95,85 km/h)       |
| 3                                                          | 1931 | 350 cm³                    | Graham Walker (Rudge)                | 2:57:28 h     | 67,39 mph (108,45 km/h)      |
| 3                                                          | 1931 | 500 cm³                    | Ernie Nott (Rudge)                   | 2:43:53 h     | 72,97 mph (117,43 km/h)      |
|                                                            |      |                            |                                      |               |                              |
| 4                                                          | 1932 | 250 cm³                    | Eric Fernihough (Excelsior)          | –             | –                            |
| 4                                                          | 1932 | 350 cm³                    | Wal Handley (Rudge)                  | 2:53:45 h     | 66,83 mph (107,55 km/h)      |
| 4                                                          | 1932 | 500 cm³                    | Ernie Nott (Rudge)                   | 2:37:41 h     | 75,84 mph (122,05 km/h)      |
|                                                            |      |                            |                                      |               |                              |
| 5                                                          | 1933 | 250 cm³                    | Joe Woodside (Rudge)                 | 3:01:12 h     | 64,58 mph (103,93 km/h)      |
| 5                                                          | 1933 | 350 cm³                    | Percy Hunt (Norton)                  | 2:47:30 h     | 71,4 mph (114,91 km/h)       |
| 5                                                          | 1933 | 500 cm³                    | Percy Hunt (Norton)                  | 2:42:27 h     | 73,62 mph (118,48 km/h)      |
|                                                            |      |                            |                                      |               |                              |
| 6                                                          | 1934 | 250 cm³                    | Michael McSorley (Rudge)             | 2:59:21 h     | 66,69 mph (107,33 km/h)      |
| 6                                                          | 1934 | 350 cm³                    | Walter Rusk (Velocette)              | –             | 73,66 mph (118,54 km/h)      |
| 6                                                          | 1934 | 500 cm³                    | Jimmie Guthrie (Norton)              | 2:28:49 h     | 80,37 mph (129,34 km/h)      |
|                                                            |      |                            |                                      |               |                              |
| 7                                                          | 1935 | 250 cm³                    | Charlie Manders (Excelsior)          | 2:56:40 h     | 67,69 mph (108,94 km/h)      |
| 7                                                          | 1935 | 350 cm³                    | Walter Rusk (Norton)                 | 2:36:55 h     | 76,22 mph (122,66 km/h)      |
| 7                                                          | 1935 | 500 cm³                    | Jimmie Guthrie (Norton)              | 2:31:25 h     | 78,99 mph (127,12 km/h)      |
|                                                            |      |                            |                                      |               |                              |
| 8                                                          | 1936 | 250 cm³                    | Charlie Manders (Excelsior)          | 2:57:07 h     | 67,52 mph (108,66 km/h)      |
| 8                                                          | 1936 | 350 cm³                    | John White (Norton)                  | 2:35:53 h     | 76,73 mph (123,48 km/h)      |
| 8                                                          | 1936 | 500 cm³                    | Jimmie Guthrie (Norton)              | 2:27:09 h     | 81,28 mph (130,81 km/h)      |
|                                                            |      |                            |                                      |               |                              |
| 9                                                          | 1937 | 250 cm³                    | Samuel Smith (Excelsior)             | 3:02:57 h     | 65,37 mph (105,2 km/h)       |
| 9                                                          | 1937 | 350 cm³                    | John White (Norton)                  | 2:36:33 h     | 76,47 mph (123,07 km/h)      |
| 9                                                          | 1937 | 500 cm³                    | Jimmie Guthrie (Norton)              | 2:25:32 h     | 82,17 mph (132,24 km/h)      |
|                                                            |      |                            |                                      |               |                              |
| 10                                                         | 1938 | 250 cm³                    | Henry Tyrell-Smith (Excelsior)       | 2:44:57 h     | 64,54 mph (103,87 km/h)      |
| 10                                                         | 1938 | 350 cm³                    | Bob Foster (A.J.S.)                  | 2:42:37 h     | 69,46 mph (111,79 km/h)      |
| 10                                                         | 1938 | 500 cm³                    | Jack Moore (Norton)                  | 2:45:56 h     | 71,22 mph (114,62 km/h)      |
|                                                            |      |                            |                                      |               |                              |
| 11                                                         | 1939 | 250 cm³                    | Dennis Parkinson (Excelsior)         | 2:37:4 h      | 67,4 mph (108,47 km/h)       |
| 11                                                         | 1939 | 350 cm³                    | Jimmy Little (Velocette)             | 2:30:20 h     | 75,14 mph (120,93 km/h)      |
| 11                                                         | 1939 | 500 cm³                    | Ernie Lyons (Triumph)                | 2:37:34 h     | 74,95 mph (120,62 km/h)      |
|                                                            |      |                            |                                      |               |                              |
| 1940–1946 kein North West 200 wegen des Zweiten Weltkriegs |      |                            |                                      |               |                              |
|                                                            |      |                            |                                      |               |                              |
| 12                                                         | 1947 | 250 cm³                    | Peter Gill (Excelsior)               | 2:41:32 h     | 65,81 mph (105,91 km/h)      |
| 12                                                         | 1947 | 350 cm³                    | Malcolm Templeton (Norton)           | 2:46:03 h     | 68,03 mph (109,48 km/h)      |
| 12                                                         | 1947 | 500 cm³                    | Artie Bell (Norton)                  | 2:42:17 h     | 73,96 mph (119,03 km/h)      |
|                                                            |      |                            |                                      |               |                              |
| 1948 kein North West 200                                   |      |                            |                                      |               |                              |
|                                                            |      |                            |                                      |               |                              |
| 13                                                         | 1949 | 250 cm³                    | Harold Kirby (Excelsior)             | 2:40:52 h     | 66,51 mph (107,04 km/h)      |
| 13                                                         | 1949 | 350 cm³                    | Harold Daniell (Norton)              | 2:20:25 h     | 80,44 mph (129,46 km/h)      |
| 13                                                         | 1949 | 500 cm³                    | Artie Bell (Norton)                  | 2:23:53 h     | 83,12 mph (133,77 km/h)      |
|                                                            |      |                            |                                      |               |                              |
| 14                                                         | 1950 | 250 cm³                    | Ron Mead (Velocette)                 | 2:26:58 h     | 72,34 mph (116,42 km/h)      |
| 14                                                         | 1950 | 350 cm³                    | Geoff Duke (Norton)                  | 2:16:51 h     | 82,54 mph (132,84 km/h)      |
| 14                                                         | 1950 | 500 cm³                    | Artie Bell (Norton)                  | 2:19:31 h     | 85,72 mph (137,95 km/h)      |
|                                                            |      |                            |                                      |               |                              |
| 15                                                         | 1951 | 250 cm³                    | Arthur Wheeler                       | –             | –                            |
| 15                                                         | 1951 | 350 cm³                    | Dickie Dale                          | –             | –                            |
| 15                                                         | 1951 | 500 cm³                    | Geoff Duke                           | –             | –                            |
|                                                            |      |                            |                                      |               |                              |
| 16                                                         | 1952 | 250 cm³                    | Arthur Wheeler (Moto Guzzi)          | 2:24:07 h     | 73,77 mph (118,72 km/h)      |
| 16                                                         | 1952 | 350 cm³                    | Harry Pearce (Velocette)             | 2:20:00 h     | 80,68 mph (129,84 km/h)      |
| 16                                                         | 1952 | 500 cm³                    | Ivor Arber (Norton)                  | 2:21:10 h     | 84,72 mph (136,34 km/h)      |
|                                                            |      |                            |                                      |               |                              |
| 17                                                         | 1953 | 250 cm³                    | Arthur Wheeler (Moto Guzzi)          | 2:19:07 h     | 76,34 mph (122,86 km/h)      |
| 17                                                         | 1953 | 350 cm³                    | Bob McIntyre (A.J.S.)                | 2:09:54 h     | 86,86 mph (139,79 km/h)      |
| 17                                                         | 1953 | 500 cm³                    | Syd Lawton (Norton)                  | 2:08:27 h     | 93,01 mph (149,69 km/h)      |
|                                                            |      |                            |                                      |               |                              |
| 18                                                         | 1954 | 250 cm³                    | Arthur Wheeler (Moto Guzzi)          | 2:14:22 h     | 79,04 mph (127,2 km/h)       |
| 18                                                         | 1954 | 350 cm³                    | Derek Ennett (A.J.S.)                | 2:10:51 h     | 86,23 mph (138,77 km/h)      |
| 18                                                         | 1954 | 500 cm³                    | Reg Armstrong (Gilera)               | 2:08:44 h     | 92,81 mph (149,36 km/h)      |
|                                                            |      |                            |                                      |               |                              |
| 19                                                         | 1955 | 250 cm³                    | Alan Lyons (NSU)                     | 2:18:06 h     | 76,90 mph (123,76 km/h)      |
| 19                                                         | 1955 | 350 cm³                    | Jackie Wood (BSA)                    | 2:11:02 h     | 86,11 mph (138,58 km/h)      |
| 19                                                         | 1955 | 500 cm³                    | Geoff Duke (Gilera)                  | 2:02:26 h     | 97,60 mph (157,07 km/h)      |
|                                                            |      |                            |                                      |               |                              |
| 20                                                         | 1956 | 250 cm³                    | Sammy Miller (NSU)                   | 2:01:08 h     | 87,67 mph (141,09 km/h)      |
| 20                                                         | 1956 | 350 cm³                    | Derek Ennett (A.J.S.)                | 2:07:13 h     | 88,70 mph (142,75 km/h)      |
| 20                                                         | 1956 | 500 cm³                    | Bob Anderson (Norton)                | 2:09:37 h     | 92,19 mph (148,37 km/h)      |
|                                                            |      |                            |                                      |               |                              |
| 21                                                         | 1957 | 250 cm³                    | Sammy Miller (NSU)                   | 2:01:18 h     | 87,30 mph (140,5 km/h)       |
| 21                                                         | 1957 | 350 cm³                    | Bob Anderson (Norton)                | 2:01:49 h     | 93,13 mph (149,88 km/h)      |
| 21                                                         | 1957 | 500 cm³                    | Jack Brett (Norton)                  | 2:02:58 h     | 96,88 mph (155,91 km/h)      |
|                                                            |      |                            |                                      |               |                              |
| 22                                                         | 1958 | 250 cm³                    | Sammy Miller (NSU)                   | 2:01:18 h     | 87,30 mph (140,5 km/h)       |
| 22                                                         | 1958 | 350 cm³                    | Alistair King (Norton)               | 2:01:00 h     | –                            |
| 22                                                         | 1958 | 500 cm³                    | Jack Brett (Norton)                  | 2:01:20 h     | 98,40 mph (158,36 km/h)      |
|                                                            |      |                            |                                      |               |                              |
| 23                                                         | 1959 | 150 cm³                    | Tommy Robb (Ducati)                  | 43:47 min     | 75,72 mph (121,86 km/h)      |
| 23                                                         | 1959 | 250 cm³                    | Tommy Robb (GMS)                     | 53:45 min     | 86,38 mph (139,02 km/h)      |
| 23                                                         | 1959 | 350 cm³                    | Alistair King (Norton)               | 1:01:32 h     | 97,01 mph (156,12 km/h)      |
| 23                                                         | 1959 | 500 cm³                    | Bob McIntyre (Norton)                | 1:03:59 h     | 101,21 mph (162,88 km/h)     |
|                                                            |      |                            |                                      |               |                              |
| 24                                                         | 1960 | 250 cm³                    | Tommy Robb (GMS)                     | –             | 85,45 mph (137,52 km/h)      |
| 24                                                         | 1960 | 350 cm³                    | Alan Shepherd (A.J.S.)               | –             | 91,82 mph (147,77 km/h)      |
| 24                                                         | 1960 | 500 cm³                    | Derek Minter (Norton)                | –             | 99,32 mph (159,84 km/h)      |
|                                                            |      |                            |                                      |               |                              |
| 25                                                         | 1961 | 250 cm³                    | Tommy Robb (GMS)                     | 36:26 min     | 91,92 mph (147,93 km/h)      |
| 25                                                         | 1961 | 350 cm³                    | Bob McIntyre (A.J.S.)                | 46:29 min     | 100,15 mph (161,18 km/h)     |
| 25                                                         | 1961 | 500 cm³                    | Bob McIntyre (Norton)                | 56:39 min     | 105,44 mph (169,69 km/h)     |
|                                                            |      |                            |                                      |               |                              |
| 26                                                         | 1962 | 250 cm³                    | Arthur Wheeler (Moto Guzzi)          | –             | 94,10 mph (151,44 km/h)      |
| 26                                                         | 1962 | 350 cm³                    | Alan Shepherd (A.J.S.)               | 45:33 min     | 101,90 mph (163,99 km/h)     |
| 26                                                         | 1962 | 500 cm³                    | Alan Shepherd (Matchless)            | –             | –                            |
|                                                            |      |                            |                                      |               |                              |
| 1963 kein North West 200                                   |      |                            |                                      |               |                              |
|                                                            |      |                            |                                      |               |                              |
| 27                                                         | 1964 | 250 cm³                    | Ralph Bryans (Honda)                 | 34:22 min     | 96,49 mph (155,29 km/h)      |
| 27                                                         | 1964 | 350 cm³                    | Ralph Bryans (Honda)                 | 46:00 min     | 100,91 mph (162,4 km/h)      |
| 27                                                         | 1964 | 500 cm³                    | Dick Creith (Norton)                 | 58:23 min     | 102,23 mph (164,52 km/h)     |
|                                                            |      |                            |                                      |               |                              |
| 28                                                         | 1965 | 250 cm³                    | Tommy Robb (Bultaco)                 | 34:48 min     | 95,28 mph (153,34 km/h)      |
| 28                                                         | 1965 | 350 cm³                    | Ian McGregor (Norton)                | 47:08 min     | 98,48 mph (158,49 km/h)      |
| 28                                                         | 1965 | 500 cm³                    | Dick Creith (Norton)                 | 58:24 min     | 103,97 mph (167,32 km/h)     |
|                                                            |      |                            |                                      |               |                              |
| 29                                                         | 1966 | 250 cm³                    | John Blanchard (Bultaco)             | 34:31 min     | 96,05 mph (154,58 km/h)      |
| 29                                                         | 1966 | 350 cm³                    | George Buchan (Norton)               | 47:35 min     | 97,56 mph (157,01 km/h)      |
| 29                                                         | 1966 | 500 cm³                    | Peter Williams (Matchless)           | 1:00:53 h     | 98,03 mph (157,76 km/h)      |
|                                                            |      |                            |                                      |               |                              |
| 30                                                         | 1967 | 250 cm³                    | Steve Murray (Bultaco)               | 35:34 min     | 93,22 mph (150,02 km/h)      |
| 30                                                         | 1967 | 350 cm³                    | Fred Stevens (Hannah-Paton)          | 45:57 min     | 101,04 mph (162,61 km/h)     |
| 30                                                         | 1967 | 500 cm³                    | Fred Stevens (Hannah-Paton)          | 56:44 min     | 105,19 mph (169,29 km/h)     |
|                                                            |      |                            |                                      |               |                              |
| 31                                                         | 1968 | 250 cm³                    | Rodney Gould (Yamaha)                | 30:57 min     | 103,08 mph (165,89 km/h)     |
| 31                                                         | 1968 | 350 cm³                    | Bill Smith (Honda)                   | 43:37 min     | 102,42 mph (164,83 km/h)     |
| 31                                                         | 1968 | 500 cm³                    | John Cooper (Matchless)              | 54:22 min     | 105,44 mph (169,69 km/h)     |
|                                                            |      |                            |                                      |               |                              |
| 32                                                         | 1969 | 250 cm³                    | Rodney Gould (Yamaha)                | 30:50 min     | 103,50 mph (166,57 km/h)     |
| 32                                                         | 1969 | 350 cm³                    | Rodney Gould (Yamaha)                | 41:25 min     | 107,87 mph (173,6 km/h)      |
| 32                                                         | 1969 | 500 cm³                    | John Blanchard (Rennfahrer) (Seeley) | 54:03 min     | 106,26 mph (171,01 km/h)     |
|                                                            |      |                            |                                      |               |                              |
| 33                                                         | 1970 | 250 cm³                    | Ralph Bryans (Honda)                 | 31:12 min     | 101,95 mph (164,07 km/h)     |
| 33                                                         | 1970 | 350 cm³                    | Tom Herron (Yamaha)                  | 41:54 min     | 106,62 mph (171,59 km/h)     |
| 33                                                         | 1970 | 500 cm³                    | Peter Williams (Matchless)           | 53:57 min     | 106,46 mph (171,33 km/h)     |
| 33                                                         | 1970 | 250 cm³ Production         | Cliff Carr (O.S.S.A.)                | 52:26 min     | 88,58 mph (142,56 km/h)      |
| 33                                                         | 1970 | 500 cm³ Production         | Stuart Graham (Suzuki)               | 49:14 min     | 94,58 mph (152,21 km/h)      |
| 33                                                         | 1970 | 750 cm³ Production         | Malcolm Uphill (Triumph)             | 48:03 min     | 106,25 mph (170,99 km/h)     |
|                                                            |      |                            |                                      |               |                              |
| 34                                                         | 1971 | 250 cm³                    | Derek Chatterton (Yamaha)            | 35:10 min     | 90,13 mph (145,05 km/h)      |
| 34                                                         | 1971 | 350 cm³                    | Paul Smart (Yamaha)                  | 44:16 min     | 100,25 mph (161,34 km/h)     |
| 34                                                         | 1971 | 500 cm³                    | John Cooper (Seeley)                 | 53:57 min     | 106,46 mph (171,33 km/h)     |
|                                                            |      |                            |                                      |               |                              |
| 1972 kein North West 200                                   |      |                            |                                      |               |                              |
|                                                            |      |                            |                                      |               |                              |
| 35                                                         | 1973 | 200 cm³                    | Jackie Robinson (Honda)              | 19:19 min     | 90,55 mph (145,73 km/h)      |
| 35                                                         | 1973 | 250 cm³                    | Tony Rutter (Yamaha)                 | 39:06 min     | 104,32 mph (167,89 km/h)     |
| 35                                                         | 1973 | 350 cm³                    | Tony Rutter (Yamaha)                 | 36:54 min     | 110,56 mph (177,93 km/h)     |
| 35                                                         | 1973 | 500 cm³                    | Billie Guthrie (Yamaha)              | 39:46 min     | 102,58 mph (165,09 km/h)     |
| 35                                                         | 1973 | 750 cm³ Production         | Geoff Barry (Norton)                 | 38:15 min     | 106,52 mph (171,43 km/h)     |
|                                                            |      |                            |                                      |               |                              |
| 36                                                         | 1974 | 250 cm³                    | Ray McCullough (Yamsel)              | 37:51 min     | 107,77 mph (173,44 km/h)     |
| 36                                                         | 1974 | 350 cm³                    | John Williams (Yamaha)               | 39:36 min     | 102,17 mph (164,43 km/h)     |
| 36                                                         | 1974 | 500 cm³                    | John Williams (Yamaha)               | 38:44 min     | 105,38 mph (169,59 km/h)     |
| 36                                                         | 1974 | 750 cm³                    | John Williams (Yamaha)               | 51:38 min     | 112,88 mph (181,66 km/h)     |
|                                                            |      |                            |                                      |               |                              |
| 37                                                         | 1975 | 250 cm³                    | Derek Chatterton (Yamaha)            | 37:59 min     | 110,57 mph (177,95 km/h)     |
| 37                                                         | 1975 | 350 cm³                    | Charlie Williams (Yamaha)            | 36:50 min     | 114,01 mph (183,48 km/h)     |
| 37                                                         | 1975 | 500 cm³                    | Mick Grant (Kawasaki)                | 36:11 min     | 105,38 mph (169,59 km/h)     |
| 37                                                         | 1975 | 750 cm³                    | Mick Grant (Kawasaki)                | 40:00 min     | 119,96 mph (193,06 km/h)     |
|                                                            |      |                            |                                      |               |                              |
| 38                                                         | 1976 | 250 cm³                    | Ian Richards (Yamaha)                | 44:59 min     | 94,33 mph (151,81 km/h)      |
| 38                                                         | 1976 | 350 cm³                    | Ray McCullough (Yamaha)              | 42:54 min     | 98,90 mph (159,16 km/h)      |
| 38                                                         | 1976 | 500 cm³                    | Martin Sharpe (Spartan)              | 42:18 min     | 100,31 mph (161,43 km/h)     |
| 38                                                         | 1976 | 750 cm³                    | Percy Tait (Suzuki)                  | 46:20 min     | 104,66 mph (168,43 km/h)     |
|                                                            |      |                            |                                      |               |                              |
| 39                                                         | 1977 | 250 cm³                    | Tony Rutter (Yamaha)                 | 32:56 min     | 110,45 mph (177,75 km/h)     |
| 39                                                         | 1977 | 350 cm³                    | Ray McCullough (Yamaha)              | 31:53 min     | 114,09 mph (183,61 km/h)     |
| 39                                                         | 1977 | 500 cm³                    | John Williams (Suzuki)               | 30:50 min     | 117,79 mph (189,56 km/h)     |
| 39                                                         | 1977 | 750 cm³                    | Mick Grant (Kawasaki)                | 30:23 min     | 119,69 mph (192,62 km/h)     |
| 39                                                         | 1977 | Superbike                  | John Williams (Yamaha)               | 24:53 min     | 121,75 mph (195,94 km/h)     |
|                                                            |      |                            |                                      |               |                              |
| 40                                                         | 1978 | 250 cm³                    | Tom Herron (Yamaha)                  | 32:24 min     | 112,23 mph (180,62 km/h)     |
| 40                                                         | 1978 | 350 cm³                    | Tony Rutter (Yamaha)                 | 31:29 min     | 115,54 mph (185,94 km/h)     |
| 40                                                         | 1978 | 500 cm³                    | John Newbold (Suzuki)                | 30:27 min     | 119,40 mph (192,16 km/h)     |
| 40                                                         | 1978 | 750 cm³                    | Tom Herron (Yamaha)                  | 29:39 min     | 122,68 mph (197,43 km/h)     |
| 40                                                         | 1978 | Superbike                  | Tony Rutter (Yamaha)                 | 24:17 min     | 124,76 mph (200,78 km/h)     |
|                                                            |      |                            |                                      |               |                              |
| 41                                                         | 1979 | 250 cm³                    | Bob Jackson (Yamaha)                 | 33:01 min     | 110,17 mph (177,3 km/h)      |
| 41                                                         | 1979 | 350 cm³                    | Tony Rutter (Yamaha)                 | 31:46 min     | 114,48 mph (184,24 km/h)     |
| 41                                                         | 1979 | 500 cm³                    | Tony Rutter (Yamaha)                 | 30:16 min     | 120,15 mph (193,36 km/h)     |
| 41                                                         | 1979 | 1000 cm³                   | Joey Dunlop (Yamaha)                 | 30:13 min     | 120,34 mph (193,67 km/h)     |
| 41                                                         | 1979 | Match Race                 | Joey Dunlop (Yamaha)                 | 30:18 min     | 120,01 mph (193,14 km/h)     |
|                                                            |      |                            |                                      |               |                              |
| 42                                                         | 1980 | 250 cm³                    | Steven Cull (Cotton)                 | 33:46 min     | 110,97 mph (178,59 km/h)     |
| 42                                                         | 1980 | 350 cm³                    | Charlie Williams (Yamaha)            | 32:34 min     | 115,01 mph (185,09 km/h)     |
| 42                                                         | 1980 | 500 cm³                    | Mick Grant (Suzuki)                  | 31:23 min     | 119,42 mph (192,19 km/h)     |
| 42                                                         | 1980 | 1000 cm³ Superbike         | Keith Huewen (Yamaha)                | 34:56 min     | 122,61 mph (197,32 km/h)     |
|                                                            |      |                            |                                      |               |                              |
| 43                                                         | 1981 | 250 cm³                    | Steve Tonkin (Armstrong)             | 33:26 min     | 112,07 mph (180,36 km/h)     |
| 43                                                         | 1981 | 350 cm³                    | Tony Rutter (Yamaha)                 | 27:51 min     | 114,93 mph (184,96 km/h)     |
| 43                                                         | 1981 | 500 cm³                    | Charlie Williams (Yamaha)            | 31:56 min     | 117,37 mph (188,89 km/h)     |
| 43                                                         | 1981 | 1300 cm³                   | Joey Dunlop (Honda)                  | 35:44 min     | 119,83 mph (192,85 km/h)     |
|                                                            |      |                            |                                      |               |                              |
| 44                                                         | 1982 | 250 cm³                    | Donnie Robinson (Yamaha)             | 28:23 min     | 113,17 mph (182,13 km/h)     |
| 44                                                         | 1982 | 350 cm³                    | Tony Rutter (Yamaha)                 | 27:51 min     | 114,93 mph (184,96 km/h)     |
| 44                                                         | 1982 | 500 cm³                    | Stu Avant (Suzuki)                   | 26:35 min     | 120,85 mph (194,49 km/h)     |
| 44                                                         | 1982 | Superbike Rennen 1         | Ron Haslam (Honda)                   | 26:21 min     | 121,88 mph (196,15 km/h)     |
| 44                                                         | 1982 | Superbike Rennen 2         | Mick Grant (Suzuki)                  | –             | –                            |
|                                                            |      |                            |                                      |               |                              |
| 45                                                         | 1983 | 250 cm³                    | Courtney Junk (Waddon)               | –             | 101,92 mph (164,02 km/h)     |
| 45                                                         | 1983 | 350 cm³                    | Norman Brown (Yamaha)                | –             | 104,67 mph (168,45 km/h)     |
| 45                                                         | 1983 | 500 cm³                    | Joey Dunlop (Honda)                  | –             | 106,05 mph (170,67 km/h)     |
| 45                                                         | 1983 | Superbike Rennen 1         | Graham Wood (Yamaha)                 | –             | 104,46 mph (168,11 km/h)     |
| 45                                                         | 1983 | Superbike Rennen 2         | Joey Dunlop (Honda)                  | –             | 105,64 mph (170,01 km/h)     |
|                                                            |      |                            |                                      |               |                              |
| 46                                                         | 1984 | 250 cm³                    | Andy Watts (EMC)                     | 36:25 min     | 102,89 mph (165,59 km/h)     |
| 46                                                         | 1984 | 350 cm³                    | Kevin Mitchell (Yamaha)              | 36:09 min     | 103,66 mph (166,82 km/h)     |
| 46                                                         | 1984 | MCN Masters Superbike      | Joey Dunlop (Honda)                  | 35:01 min     | 107,02 mph (172,23 km/h)     |
| 46                                                         | 1984 | Superbike                  | Graham Wood (Yamaha)                 | 42:30 min     | 113,37 mph (182,45 km/h)     |
|                                                            |      |                            |                                      |               |                              |
| 47                                                         | 1985 | 250 cm³ Rennen 1           | Joey Dunlop (Honda)                  | 28:57 min     | 110,95 mph (178,56 km/h)     |
| 47                                                         | 1985 | 250 cm³ Rennen 2           | Steven Cull (Honda)                  | 28:49         | –                            |
| 47                                                         | 1985 | 350 cm³                    | Joey Dunlop (Honda)                  | –             | 106,05 mph (170,67 km/h)     |
| 47                                                         | 1985 | Superbike Rennen 1         | Roger Marshall (Honda)               | 27:04 min     | 118,69 mph (191,01 km/h)     |
| 47                                                         | 1985 | Superbike                  | Joey Dunlop (Honda)                  | 31:36 min     | 118,59 mph (190,85 km/h)     |
|                                                            |      |                            |                                      |               |                              |
| 48                                                         | 1986 | 250 cm³ Rennen 1           | Eddie Laycock (EMC)                  | 30:07 min     | 106,67 mph (171,67 km/h)     |
| 48                                                         | 1986 | 250 cm³ Rennen 2           | Andy Watts (EMC)                     | 29:56 min     | 107,31 mph (172,7 km/h)      |
| 48                                                         | 1986 | 350 cm³                    | Robert Dunlop (Yamaha)               | 29:29 min     | 108,94 mph (175,32 km/h)     |
| 48                                                         | 1986 | Superbike Rennen 1         | Trevor Nation (Suzuki)               | 29:08 min     | 110,27 mph (177,46 km/h)     |
| 48                                                         | 1986 | Superbike Rennen 2         | Joey Dunlop (Honda)                  | 29:43 min     | 108,05 mph (173,89 km/h)     |
|                                                            |      |                            |                                      |               |                              |
| 49                                                         | 1987 | 250 cm³ / 350 cm³ Rennen 1 | Gary Cowan (Honda)                   | 29:03 min     | 110,56 mph (177,93 km/h)     |
| 49                                                         | 1987 | 250 cm³ Rennen 2           | Eddie Laycock (Yamaha)               | 29:30 min     | 108,88 mph (175,23 km/h)     |
| 49                                                         | 1987 | Superstock                 | Roger Hurst (Yamaha)                 | 29:16 min     | 108,75 mph (175,02 km/h)     |
| 49                                                         | 1987 | 750 cm³ Production         | Joey Dunlop (Honda)                  | 29:32 min     | 108,77 mph (175,05 km/h)     |
| 49                                                         | 1987 | 1300 cm³ Production        | Trevor Nation (Yamaha)               | 27:46 min     | 115,69 mph (186,19 km/h)     |
| 49                                                         | 1987 | Superbike Rennen 1         | Joey Dunlop (Honda)                  | 28:21 min     | 113,29 mph (182,32 km/h)     |
| 49                                                         | 1987 | Superbike Rennen 2         | Joey Dunlop (Honda)                  | 27:05 min     | 118,61 mph (190,88 km/h)     |
|                                                            |      |                            |                                      |               |                              |
| 50                                                         | 1988 | 250 cm³ / 350 cm³ Rennen 1 | Steven Cull (Honda)                  | 29:31 min     | 108,54 mph (174,68 km/h)     |
| 50                                                         | 1988 | 250 cm³ Rennen 2           | Gary Cowan (Yamaha)                  | 29:15 min     | 109,52 mph (176,26 km/h)     |
| 50                                                         | 1988 | 750 cm³ Production         | Joey Dunlop (Honda)                  | 29:22 min     | 109,08 mph (175,55 km/h)     |
| 50                                                         | 1988 | 1300 cm³ Production        | Kenny Irons (Yamaha)                 | 28:29 min     | 110,50 mph (177,83 km/h)     |
| 50                                                         | 1988 | Superbike Rennen 1         | Steven Cull (Honda)                  | 27:28 min     | 116,62 mph (187,68 km/h)     |
| 50                                                         | 1988 | Superbike Rennen 2         | Steven Cull (Honda)                  | 27:33 min     | 116,26 mph (187,1 km/h)      |
|                                                            |      |                            |                                      |               |                              |
| 51                                                         | 1989 | 250 cm³ / 350 cm³ Rennen 1 | Kevin Mitchell (Yamaha)              | 29:06 min     | 111,32 mph (179,15 km/h)     |
| 51                                                         | 1989 | 250 cm³ / 350 cm³ Rennen 2 | Woolsey Coulter (Aprilia)            | 29:57 min     | 108,12 mph (174 km/h)        |
| 51                                                         | 1989 | 600 cm³                    | Brian Reid (Yamaha)                  | 24:28 min     | 110,35 mph (177,59 km/h)     |
| 51                                                         | 1989 | Production                 | Jamie Whitham (Suzuki)               | 23:33 min     | 114,58 mph (184,4 km/h)      |
| 51                                                         | 1989 | 750 cm³ King of the Roads  | Steve Hislop (Honda)                 | 27:37 min     | 117,26 mph (188,71 km/h)     |
| 51                                                         | 1989 | Superbike                  | Steve Hislop (Honda)                 | 29:50 min     | 108,57 mph (174,73 km/h)     |
|                                                            |      |                            |                                      |               |                              |
| 52                                                         | 1990 | 125 cm³                    | Robert Dunlop (Honda)                | 20:58 min     | 103,03 mph (165,81 km/h)     |
| 52                                                         | 1990 | 250 cm³ Rennen 1           | Eddie Laycock (Yamaha)               | 28:46 min     | 112,57 mph (181,16 km/h)     |
| 52                                                         | 1990 | 250 cm³ Rennen 2           | Eddie Laycock (Yamaha)               | 28:40 min     | 113,00 mph (181,86 km/h)     |
| 52                                                         | 1990 | Superbike Rennen 1         | Robert Dunlop (Norton)               | 26:55 min     | 120,33 mph (193,65 km/h)     |
| 52                                                         | 1990 | Superbike                  | Robert Dunlop (Norton)               | 27:17 min     | 119,07 mph (191,62 km/h)     |
|                                                            |      |                            |                                      |               |                              |
| 53                                                         | 1991 | 125 cm³                    | Robert Dunlop (Honda)                | 21:00 min     | 102,81 mph (165,46 km/h)     |
| 53                                                         | 1991 | 250 cm³ / 350 cm³ Rennen 1 | Robert Dunlop (Yamaha)               | 28:40 min     | 112,97 mph (181,81 km/h)     |
| 53                                                         | 1991 | 250 cm³ / 350 cm³ Rennen 2 | Ian Lougher (-)                      | 28:41 min     | 114,38 mph (184,08 km/h)     |
| 53                                                         | 1991 | 400 cm³                    | Dave Leach (Yamaha)                  | 19:58 min     | 108,18 mph (174,1 km/h)      |
| 53                                                         | 1991 | 600 cm³                    | Phillip McCallen (Honda)             | 23:44 min     | 113,73 mph (183,03 km/h)     |
| 53                                                         | 1991 | 750 cm³                    | Robert Dunlop (Norton)               | 26:55 min     | 120,34 mph (193,67 km/h)     |
| 53                                                         | 1991 | Superbike                  | Trevor Nation (Norton)               | 26:51 min     | 120,61 mph (194,1 km/h)      |
|                                                            |      |                            |                                      |               |                              |
| 54                                                         | 1992 | 125 cm³                    | Robert Orme (Honda)                  | 20:25 min     | 105,77 mph (170,22 km/h)     |
| 54                                                         | 1992 | 250 cm³ / 350 cm³ Rennen 1 | Phillip McCallen (Honda)             | 28:27 min     | 113,88 mph (183,27 km/h)     |
| 54                                                         | 1992 | 250 cm³ / 350 cm³ Rennen 2 | Robert Dunlop (Yamaha)               | 28:07 min     | 115,23 mph (185,44 km/h)     |
| 54                                                         | 1992 | 400 cm³                    | Phillip McCallen (Honda)             | 20:01 min     | 107,86 mph (173,58 km/h)     |
| 54                                                         | 1992 | 600 cm³                    | Phillip McCallen (Honda)             | 23:33 min     | 114,60 mph (184,43 km/h)     |
| 54                                                         | 1992 | Superbike Rennen 1         | Phillip McCallen (Honda)             | 26:52 min     | 120,58 mph (194,05 km/h)     |
| 54                                                         | 1992 | Superbike Rennen 2         | Phillip McCallen (Honda)             | 26:52 min     | 120,57 mph (194,04 km/h)     |
|                                                            |      |                            |                                      |               |                              |
| 55                                                         | 1993 | 125 cm³                    | Robert Dunlop (Honda)                | 20:35 min     | 104,87 mph (168,77 km/h)     |
| 55                                                         | 1993 | 250 cm³ / 350 cm³ Rennen 1 | Robert Dunlop (Yamaha)               | 28:45 min     | 112,65 mph (181,29 km/h)     |
| 55                                                         | 1993 | 250 cm³ / 350 cm³ Rennen 2 | Robert Dunlop (Yamaha)               | 28:08 min     | 115,12 mph (185,27 km/h)     |
| 55                                                         | 1993 | 400 cm³                    | Jim Moodie (Yamaha)                  | 19:29 min     | 110,83 mph (178,36 km/h)     |
| 55                                                         | 1993 | 600 cm³                    | Jim Moodie (Honda)                   | 23:27 min     | 115,13 mph (185,28 km/h)     |
| 55                                                         | 1993 | Superbike Rennen 1         | Carl Fogarty (Ducati)                | 26:41 min     | 121,86 mph (196,11 km/h)     |
| 55                                                         | 1993 | Superbike Rennen 2         | Carl Fogarty (Ducati)                | 13:11 min     | 122,76 mph (197,56 km/h)     |
|                                                            |      |                            |                                      |               |                              |
| 56                                                         | 1994 | 125 cm³                    | Robert Dunlop (Honda)                | 20:24 min     | 105,84 mph (170,33 km/h)     |
| 56                                                         | 1994 | 250 cm³ / 400 cm³ Rennen 1 | Woolsey Coulter (Aprilia)            | 28:20 min     | 114,32 mph (183,98 km/h)     |
| 56                                                         | 1994 | 250 cm³ / 400 cm³ Rennen 2 | Ian Newton (Aprilia)                 | 28:18 min     | 114,44 mph (184,17 km/h)     |
| 56                                                         | 1994 | 600 cm³                    | Mike Edwards (Yamaha)                | 23:22 min     | 117,17 mph (188,57 km/h)     |
| 56                                                         | 1994 | Supermono                  | Alan Carter (Ducati)                 | 20:24 min     | 105,88 mph (170,4 km/h)      |
| 56                                                         | 1994 | Superbike Rennen 1         | Robert Dunlop (Honda)                | 26:47 min     | 120,95 mph (194,65 km/h)     |
| 56                                                         | 1994 | NW 200 Superbike Race      | Robert Dunlop (Honda)                | 26:51 min     | 120,64 mph (194,15 km/h)     |
|                                                            |      |                            |                                      |               |                              |
| 57                                                         | 1995 | 125 cm³                    | Phelim Owens (Honda)                 | 15:16 min     | 106,03 mph (170,64 km/h)     |
| 57                                                         | 1995 | 250 cm³ / 400 cm³ Rennen 1 | Phillip McCallen (Honda)             | 27:59 min     | 115,76 mph (186,3 km/h)      |
| 57                                                         | 1995 | 250 cm³ / 400 cm³ Rennen 2 | Ian Newton (Aprilia)                 | 27:56 min     | 115,96 mph (186,62 km/h)     |
| 57                                                         | 1995 | 600 cm³                    | Phillip McCallen (Honda)             | 22:49 min     | 118,26 mph (190,32 km/h)     |
| 57                                                         | 1995 | Supermono                  | Robert Holden (Ducati)               | 14:52 min     | 118,26 mph (190,32 km/h)     |
| 57                                                         | 1995 | Superbike Rennen 1         | Ian Simpson (Honda)                  | 26:29 min     | 122,28 mph (196,79 km/h)     |
| 57                                                         | 1995 | Superbike Rennen 2         | Robert Holden (Ducati)               | 26:40 min     | 121,46 mph (195,47 km/h)     |
|                                                            |      |                            |                                      |               |                              |
| 58                                                         | 1996 | 125 cm³                    | Mick Lofthouse (Honda)               | 20:37 min     | 104,68 mph (168,47 km/h)     |
| 58                                                         | 1996 | 250 cm³ / 400 cm³ Rennen 1 | Woolsey Coulter (Aprilia)            | 28:27 min     | 113,82 mph (183,18 km/h)     |
| 58                                                         | 1996 | 250 cm³ / 400 cm³ Rennen 2 | Woolsey Coulter (Aprilia)            | 28:31 min     | 113,55 mph (182,74 km/h)     |
| 58                                                         | 1996 | 600 cm³                    | Phillip McCallen (Honda)             | 23:20 min     | 115,65 mph (186,12 km/h)     |
| 58                                                         | 1996 | Superbike Rennen 1         | Ian Simpson (Ducati)                 | 26:59 min     | 120,03 mph (193,17 km/h)     |
| 58                                                         | 1996 | Superbike Rennen 2         | Phillip McCallen (Honda)             | 27:06 min     | 121,46 mph (195,47 km/h)     |
|                                                            |      |                            |                                      |               |                              |
| 59                                                         | 1997 | 125 cm³                    | Phelim Owens (Aprilia)               | 20:34 min     | 104,61 mph (168,35 km/h)     |
| 59                                                         | 1997 | 250 cm³ / 400 cm³ Rennen 1 | Callum Ramsay (Honda)                | 24:11 min     | 104,61 mph (168,35 km/h)     |
| 59                                                         | 1997 | 250 cm³ / 400 cm³ Rennen 2 | Owen McNally (Aprilia)               | 23:23 min     | 115,06 mph (185,17 km/h)     |
| 59                                                         | 1997 | 600 cm³                    | Michael Rutter (Honda)               | 23:15 min     | 115,72 mph (186,23 km/h)     |
| 59                                                         | 1997 | Production                 | Ian Simpson (Ducati)                 | 23:08 min     | 116,36 mph (187,26 km/h)     |
| 59                                                         | 1997 | Superbike Rennen 1         | Phillip McCallen (Honda)             | 22:30 min     | 119,61 mph (192,49 km/h)     |
| 59                                                         | 1997 | Superbike Rennen 2         | Michael Rutter (Honda)               | 26:32 min     | 121,73 mph (195,91 km/h)     |
|                                                            |      |                            |                                      |               |                              |
| 60                                                         | 1998 | 250 cm³ / 400 cm³          | Woolsey Coulter (Honda)              | 23:53 min     | 112,21 mph (180,58 km/h)     |
| 60                                                         | 1998 | 600 cm³                    | Ian Simpson (Honda)                  | 23:37 min     | 113,54 mph (182,72 km/h)     |
| 60                                                         | 1998 | Production                 | Michael Rutter (Honda)               | 18:42 min     | 114,57 mph (184,38 km/h)     |
| 60                                                         | 1998 | Superbike Rennen 1         | Ian Simpson (Honda)                  | 22:41 min     | 118,13 mph (190,11 km/h)     |
| 60                                                         | 1998 | Superbike Rennen 2         | Michael Rutter (Honda)               | 18:05 min     | 118,49 mph (190,69 km/h)     |
|                                                            |      |                            |                                      |               |                              |
| 61                                                         | 1999 | 125 cm³                    | Ian Lougher (Honda)                  | 20:22 min     | 105,14 mph (169,21 km/h)     |
| 61                                                         | 1999 | 250 cm³ / 400 cm³ Rennen 1 | Callum Ramsay (Honda)                | 27:57 min     | 115,09 mph (185,22 km/h)     |
| 61                                                         | 1999 | 250 cm³ / 400 cm³ Rennen 2 | Callum Ramsay (Honda)                | 27:54 min     | 115,34 mph (185,62 km/h)     |
| 61                                                         | 1999 | 600 cm³                    | David Jefferies (Yamaha)             | 22:58 min     | 116,71 mph (187,83 km/h)     |
| 61                                                         | 1999 | Superbike Rennen 1         | David Jefferies (Yamaha)             | 22:15 min     | 120,47 mph (193,88 km/h)     |
| 61                                                         | 1999 | Superbike Rennen 2         | David Jefferies (Yamaha)             | 26:26 min     | 121,72 mph (195,89 km/h)     |
|                                                            |      |                            |                                      |               |                              |
| 62                                                         | 2000 | 125 cm³                    | Ian Lougher (Honda)                  | 21:17 min     | 100,65 mph (161,98 km/h)     |
| 62                                                         | 2000 | 250 cm³ / 400 cm³          | John McGuinness (Honda)              | 28:56 min     | 111,23 mph (179,01 km/h)     |
| 62                                                         | 2000 | 600 cm³                    | Michael Rutter (Yamaha)              | 23:34 min     | 113,79 mph (183,13 km/h)     |
| 62                                                         | 2000 | Production Race            | Richard Britton (Yamaha)             | 23:30 min     | 114,09 mph (183,61 km/h)     |
| 62                                                         | 2000 | Superbike Rennen 1         | Michael Rutter (Yamaha)              | 27:32 min     | 116,90 mph (188,13 km/h)     |
| 62                                                         | 2000 | Superbike Rennen 2         | Michael Rutter (Yamaha)              | 27:09 min     | 118,56 mph (190,8 km/h)      |
|                                                            |      |                            |                                      |               |                              |
| 2001 kein North West 200                                   |      |                            |                                      |               |                              |
|                                                            |      |                            |                                      |               |                              |
| 63                                                         | 2002 | 125 cm³                    | Ian Lougher (Honda)                  | 22:40 min     | 94,55 mph (152,16 km/h)      |
| 63                                                         | 2002 | 600 cm³ Rennen 1           | Jim Moodie (Yamaha)                  | 10:04 min     | 106,00 mph (170,59 km/h)     |
| 63                                                         | 2002 | 600 cm³ Rennen 2           | Ian Lougher (Suzuki)                 | 23:54 min     | 112,13 mph (180,46 km/h)     |
| 63                                                         | 2002 | Production Race            | Bruce Anstey (Suzuki)                | 23:13 min     | 110,67 mph (178,11 km/h)     |
| 63                                                         | 2002 | Superbike Rennen 1         | David Jefferies (Suzuki)             | 25:22 min     | 105,69 mph (170,09 km/h)     |
| 63                                                         | 2002 | Superbike Rennen 2         | Iain Duffus (Yamaha)                 | 27:33 min     | 116,85 mph (188,05 km/h)     |
|                                                            |      |                            |                                      |               |                              |
| 64                                                         | 2003 | 125 cm³                    | Ian Lougher (Honda)                  | 27:53 min     | 96,11 mph (154,67 km/h)      |
| 64                                                         | 2003 | 600 cm³ Rennen 1           | Ryan Farquhar (Kawasaki)             | 9:25 min      | 113,28 mph (182,31 km/h)     |
| 64                                                         | 2003 | 600 cm³ Rennen 2           | Ryan Farquhar (Kawasaki)             | 19:38 min     | 109,38 mph (176,03 km/h)     |
| 64                                                         | 2003 | Production                 | Adrian Archibald (Suzuki)            | 18:54 min     | 113,38 mph (182,47 km/h)     |
| 64                                                         | 2003 | Superbike                  | Michael Rutter (Ducati)              | 22:25 min     | 119,56 mph (192,41 km/h)     |
|                                                            |      |                            |                                      |               |                              |
| 65                                                         | 2004 | 125 cm³                    | Ian Lougher (Honda)                  | 26:40 min     | 100,52 mph (161,77 km/h)     |
| 65                                                         | 2004 | 400 cm³                    | John McGuinness (Honda)              | 26:07 min     | 102,66 mph (165,22 km/h)     |
| 65                                                         | 2004 | 600 cm³ Rennen 1           | Bruce Anstey (Suzuki)                | 23:22 min     | 114,73 mph (184,64 km/h)     |
| 65                                                         | 2004 | 600 cm³ Rennen 2           | John McGuinness (Yamaha)             | 23:23 min     | 114,61 mph (184,45 km/h)     |
| 65                                                         | 2004 | Production Race            | Bruce Anstey (Suzuki)                | 22:48 min     | 117,57 mph (189,21 km/h)     |
| 65                                                         | 2004 | Superbike Rennen 1         | Michael Rutter (Honda)               | 26:48 min     | 119,69 mph (192,62 km/h)     |
| 65                                                         | 2004 | Superbike Rennen 2         | Michael Rutter (Honda)               | 26:48 min     | 120,10 mph (193,28 km/h)     |
|                                                            |      |                            |                                      |               |                              |
| 66                                                         | 2005 | 125 cm³ / 400 cm³          | Darren Lindsay (Honda)               | 28:08 min     | 95,26 mph (153,31 km/h)      |
| 66                                                         | 2005 | 250 cm³                    | Davy Morgan (Honda)                  | 26:52 min     | 99,79 mph (160,6 km/h)       |
| 66                                                         | 2005 | 600 cm³ Rennen 1           | Raymond Porter (Yamaha)              | 24:31 min     | 109,35 mph (175,98 km/h)     |
| 66                                                         | 2005 | 600 cm³ Rennen 2           | Ryan Farquhar (Kawasaki)             | 24:10 min     | 110,89 mph (178,46 km/h)     |
| 66                                                         | 2005 | Superstock                 | Ian Lougher (Honda)                  | 24:27 min     | 109,67 mph (176,5 km/h)      |
| 66                                                         | 2005 | Superbike Rennen 1         | Michael Rutter (Honda)               | 26:24 min     | 121,93 mph (196,23 km/h)     |
| 66                                                         | 2005 | Superbike Rennen 2         | Bruce Anstey (Suzuki)                | 24:02 min     | 111,56 mph (179,54 km/h)     |
|                                                            |      |                            |                                      |               |                              |
| 67                                                         | 2006 | 125 cm³ / 400 cm³          | Robert Dunlop (Honda)                | 26:12 min     | 102,31 mph (164,65 km/h)     |
| 67                                                         | 2006 | 250 cm³                    | Nigel Beattie (Honda)                | 24:58 min     | 107,37 mph (172,8 km/h)      |
| 67                                                         | 2006 | 600 cm³ Rennen 1           | Ian Hutchinson (Kawasaki)            | 23:04 min     | 116,24 mph (187,07 km/h)     |
| 67                                                         | 2006 | 600 cm³ Rennen 2           | Bruce Anstey (Suzuki)                | 23:08 min     | 115,88 mph (186,49 km/h)     |
| 67                                                         | 2006 | Superstock                 | Bruce Anstey (Suzuki)                | 22:25 min     | 119,57 mph (192,43 km/h)     |
| 67                                                         | 2006 | Superbike Rennen 1         | Steve Plater (Honda)                 | 26:21 min     | 122,11 mph (196,52 km/h)     |
| 67                                                         | 2006 | Superbike Rennen 2         | Steve Plater (Honda)                 | 26:04 min     | 123,43 mph (198,64 km/h)     |
|                                                            |      |                            |                                      |               |                              |
| 68                                                         | 2007 | 125 cm³ / 400 cm³          | Olie Linsdell (Yamaha)               | 25:36 min     | 104,73 mph (168,55 km/h)     |
| 68                                                         | 2007 | 250 cm³                    | Christian Elkin (Honda)              | 24:27 min     | 110,187 mph (177,33 km/h)    |
| 68                                                         | 2007 | Supersport Rennen 1        | Bruce Anstey (Suzuki)                | 22:53 min     | 117,10 mph (188,45 km/h)     |
| 68                                                         | 2007 | Supersport Rennen 2        | Bruce Anstey (Suzuki)                | 22:55 min     | 116,93 mph (188,18 km/h)     |
| 68                                                         | 2007 | Superstock                 | Bruce Anstey (Suzuki)                | 22:08 min     | 121,08 mph (194,86 km/h)     |
| 68                                                         | 2007 | Superbike Rennen 1         | John McGuinness (Honda)              | 8:41 min      | 122,80 mph (197,63 km/h)     |
| 68                                                         | 2007 | Superbike Rennen 2         | Steve Plater (Yamaha)                | 13:01 min     | 123,24 mph (198,34 km/h)     |
|                                                            |      |                            |                                      |               |                              |
| 69                                                         | 2008 | 125 cm³ / 400 cm³          | Michael Wilcox (Honda)               | 19:34 min     | 109,51 mph (176,24 km/h)     |
| 69                                                         | 2008 | 250 cm³                    | Michael Dunlop (Honda)               | 19:34 min     | 109,51 mph (176,24 km/h)     |
| 69                                                         | 2008 | 400 cm³                    | Olie Linsdell (Yamaha)               | 20:38 min     | 103,80 mph (167,05 km/h)     |
| 69                                                         | 2008 | 600 cm³ Rennen 1           | Steve Plater (Yamaha)                | 22:46 min     | 117,72 mph (189,45 km/h)     |
| 69                                                         | 2008 | 600 cm³ Rennen 2           | Steve Plater (Yamaha)                | 22:41 min     | 118,18 mph (190,19 km/h)     |
| 69                                                         | 2008 | Superstock                 | Alastair Seeley (Yamaha)             | 22:08 min     | 121,07 mph (194,84 km/h)     |
| 69                                                         | 2008 | Superbike Rennen 1         | Michael Rutter (Yamaha)              | 21:52 min     | 122,60 mph (197,31 km/h)     |
| 69                                                         | 2008 | Superbike Rennen 2         | Steve Plater (Yamaha)                | 26:17 min     | 122,47 mph (197,1 km/h)      |
|                                                            |      |                            |                                      |               |                              |
| 70                                                         | 2009 | 125 cm³                    | William Dunlop (Honda)               | 21:26 min     | 101,34 mph (163,09 km/h)     |
| 70                                                         | 2009 | 250 cm³                    | William Dunlop (Honda)               | 14:48 min     | 109,19 mph (175,72 km/h)     |
| 70                                                         | 2009 | Supersport                 | Steve Plater (Honda)                 | 18:16 min     | 118,17 mph (190,18 km/h)     |
| 70                                                         | 2009 | Superstock                 | Alastair Seeley (Suzuki)             | 8:50 min      | 117,72 mph (189,45 km/h)     |
| 70                                                         | 2009 | Superbike                  | Steve Plater (Honda)                 | 8:45 min      | 122,92 mph (197,82 km/h)     |
|                                                            |      |                            |                                      |               |                              |
| 71                                                         | 2010 | 125 cm³                    | Paul Robinson (Honda)                | 22:09 min     | 96,80 mph (155,78 km/h)      |
| 71                                                         | 2010 | Supersport Rennen 1        | Alastair Seeley (Suzuki)             | 23:19 min     | 114,96 mph (185,01 km/h)     |
| 71                                                         | 2010 | Supersport Rennen 2        | Ian Hutchinson (Honda)               | 18:29 min     | 115,92 mph (186,56 km/h)     |
| 71                                                         | 2010 | Superstock                 | Keith Amor (BMW)                     | 22:46 min     | 117,78 mph (189,55 km/h)     |
| 71                                                         | 2010 | Superbike Rennen 1         | John McGuinness (Honda)              | 17:58 min     | 119,25 mph (191,91 km/h)     |
| 71                                                         | 2010 | Superbike Rennen 2         | Alastair Seeley (Suzuki)             | 17:41 min     | 121,25 mph (195,13 km/h)     |
|                                                            |      |                            |                                      |               |                              |
| 72                                                         | 2011 | Supersport Rennen 1        | Alastair Seeley (Suzuki)             | 24:50 min     | 107,97 mph (173,76 km/h)     |
|                                                            |      |                            |                                      |               |                              |
| 73                                                         | 2012 | Supertwins                 | Ryan Farquhar (Kawasaki)             | 21:23 min     | 100,26 mph (161,35 km/h)     |
| 73                                                         | 2012 | Supersport Rennen 1        | William Dunlop (Honda)               | 18:36 min     | 115,23 mph (185,44 km/h)     |
| 73                                                         | 2012 | Supersport Rennen 2        | Alastair Seeley (Suzuki)             | 27:54 min     | 115,39 mph (185,7 km/h)      |
| 73                                                         | 2012 | Superstock Rennen 1        | Alastair Seeley (Suzuki)             | 29:00 min     | 111,01 mph (178,65 km/h)     |
| 73                                                         | 2012 | Superstock Rennen 2        | Michael Rutter (Kawasaki)            | 27:04 min     | 118,95 mph (191,43 km/h)     |
| 73                                                         | 2012 | Superbike Rennen 1         | John McGuinness (Honda)              | 26:51 min     | 119,88 mph (192,93 km/h)     |
| 73                                                         | 2012 | Superbike Rennen 2         | Alastair Seeley (Suzuki)             | 26:32 min     | 121,35 mph (195,29 km/h)     |
|                                                            |      |                            |                                      |               |                              |
| 74                                                         | 2013 | Supertwins                 | Jeremy McWilliams (Kawasaki)         | 21:10 min     | 101,29 mph (163,01 km/h)     |
| 74                                                         | 2013 | Supersport Rennen 1        | Alastair Seeley (Kawasaki)           | 24:55 min     | 107,62 mph (173,2 km/h)      |
| 74                                                         | 2013 | Supersport Rennen 2        | Michael Dunlop (Honda)               | 10:05 min     | 105,80 mph (170,27 km/h)     |
| 74                                                         | 2013 | Superstock                 | Alastair Seeley (Kawasaki)           | 28:34 min     | 112,70 mph (181,37 km/h)     |
|                                                            |      |                            |                                      |               |                              |
| 75                                                         | 2014 | Supertwins Rennen 1        | Lee Johnston (Kawasaki)              | 19:55 min     | 107,63 mph (173,21 km/h)     |
| 75                                                         | 2014 | Supertwins Rennen 2        | Lee Johnston (Kawasaki)              | 21:04 min     | 101,72 mph (163,7 km/h)      |
| 75                                                         | 2014 | Supersport Rennen 1        | Alastair Seeley (Yamaha)             | 27:55 min     | 115,33 mph (185,61 km/h)     |
| 75                                                         | 2014 | Supersport Rennen 2        | Bruce Anstey (Honda)                 | 29:49 min     | 119,88 mph (192,93 km/h)     |
| 75                                                         | 2014 | Superstock Rennen 1        | Alastair Seeley (Kawasaki)           | 26:48 min     | 120,16 mph (193,38 km/h)     |
| 75                                                         | 2014 | Superstock Rennen 2        | Michael Dunlop (BMW)                 | 14:01 min     | 114,46 mph (184,21 km/h)     |
| 75                                                         | 2014 | Superbike Rennen 1         | William Dunlop (Suzuki)              | 24:02 min     | 111,61 mph (179,62 km/h)     |
| 75                                                         | 2014 | Superbike Rennen 2         | Michael Dunlop (BMW)                 | 22:06 min     | 121,35 mph (195,29 km/h)     |
|                                                            |      |                            |                                      |               |                              |
| 76                                                         | 2015 | Supersport Rennen 1        | Alastair Seeley (Suzuki)             | 27:43 min     | 116,14 mph (186,91 km/h)     |
| 76                                                         | 2015 | Supertwins Rennen 1        | Ryan Farquhar (Kawasaki)             | 19:59 min     | 107,24 mph (172,59 km/h)     |
| 76                                                         | 2015 | Supersport Rennen 2        | Alastair Seeley (Suzuki)             | 27:53 min     | 115,51 mph (185,9 km/h)      |
| 76                                                         | 2015 | Superbike                  | Alastair Seeley (BMW)                | 22:15 min     | 120,51 mph (193,94 km/h)     |
| 76                                                         | 2015 | Supertwins Rennen 2        | Jeremy McWilliams (Kawasaki)         | 19:58 min     | 107,37 mph (172,8 km/h)      |
| 76                                                         | 2015 | Superstock                 | Lee Johnston (BMW)                   | 22:17 min     | 120,37 mph (193,72 km/h)     |
|                                                            |      |                            |                                      |               |                              |
| 77                                                         | 2016 | Supersport Rennen 1        | Alastair Seeley (Kawasaki)           | 27:46 min     | 115,955 mph (186,61 km/h)    |
| 77                                                         | 2016 | Supertwins Rennen 1        | Ivan Lintin (Kawasaki)               | 14:51 min     | 108,076 mph (173,93 km/h)    |
| 77                                                         | 2016 | Supersport Rennen 2        | Alastair Seeley (Kawasaki)           | 27:39 min     | 116,463 mph (187,43 km/h)    |
| 77                                                         | 2016 | Superbike                  | Michael Dunlop (BMW)                 | 17:37 min     | 121,662 mph (195,8 km/h)     |
| 77                                                         | 2016 | Supertwins Rennen 2        | Ivan Lintin (Kawasaki)               | 14:45 min     | 108,889 mph (175,24 km/h)    |
| 77                                                         | 2016 | Superstock                 | Ian Hutchinson (BMW)                 | 22:07 min     | 121,258 mph (195,15 km/h)    |
|                                                            |      |                            |                                      |               |                              |
| 77                                                         | 2017 | Supersport Rennen 1        | Martin Jessopp (BMW)                 | 28:00 min     | 116,121 mph (186,88 km/h)    |
| 77                                                         | 2017 | Supertwins Rennen 1        | Martin Jessopp (Kawasaki)            | 19:33 min     | 110,423 mph (177,71 km/h)    |
| 77                                                         | 2017 | Supersport Rennen 2        | Alastair Seeley (Kawasaki)           | 27:39 min     | 116,463 mph (187,43 km/h)    |
| 77                                                         | 2017 | Superbike                  | Glenn Irwin (Ducati)                 | 30:54 min     | 121,649 mph (195,78 km/h)    |
| 77                                                         | 2017 | Supertwins Rennen 2        | Michael Rutter (Kawasaki)            | 20:22 min     | 105,209 mph (169,32 km/h)    |
| 77                                                         | 2017 | Superstock                 | Alastair Seeley (BMW)                | 17:54 min     | 119,748 mph (192,72 km/h)    |
|                                                            |      |                            |                                      |               |                              |
| 78                                                         | 2018 | Supersport Rennen 1        | Alastair Seeley (Yamaha)             | 27:47 min     | 115,906 mph (186,53 km/h)    |
| 78                                                         | 2018 | Supersport Rennen 2        | Alastair Seeley (Yamaha)             | 4:34 min      | 117,671 mph (189,37 km/h)    |
| 78                                                         | 2018 | Supertwins Rennen 1        | James Cowton (Kawasaki)              | 19:50 min     | 108,077 mph (173,93 km/h)    |
| 78                                                         | 2018 | Supertwins Rennen 2        | Peter Hickman (BMW)                  | 4:24 min      | 122,288 mph (196,8 km/h)     |
| 78                                                         | 2018 | Superbike Rennen 1         | Glenn Irwin (Ducati)                 | 30:53 min     | 121,681 mph (195,83 km/h)    |
| 78                                                         | 2018 | Superbike Rennen 2         | Glenn Irwin (Ducati)                 | 30:43 min     | 122,131 mph (196,55 km/h)    |
| 78                                                         | 2018 | Superstock                 | Alastair Seeley (BMW)                | 26:35 min     | 121,131 mph (194,94 km/h)    |
|                                                            |      |                            |                                      |               |                              |
| 79                                                         | 2019 | Supersport Rennen 1        | Lee Johnston (Yamaha)                | 27:45min      | 116,058 mph (186,78 km/h)    |
| 79                                                         | 2019 | Supersport Rennen 2        | Davey Todd (Honda)                   | 23:53 min     | 107,731 mph (173,38 km/h)    |
| 79                                                         | 2019 | Supertwins Rennen 1        | Stefano Bonetti (Paton)              | 19:37 min     | 109,257 mph (175,83 km/h)    |
| 79                                                         | 2019 | Supertwins Rennen 2        | Jeremy McWilliams (Kawasaki)         | 20:51min      | 102,785 mph (165,42 km/h)    |
| 79                                                         | 2019 | Superbike                  | Glenn Irwin (Kawasaki)               | 19:15 min     | 111,364 mph (179,22 km/h)    |
| 79                                                         | 2019 | Superstock Rennen 1        | Peter Hickman (BMW)                  | 26:25 min     | 121,908 mph (196,19 km/h)    |
| 79                                                         | 2019 | Superstock Rennen 2        | James Hillier (Kawasaki)             | 29:05 min     | 110,739 mph (178,22 km/h)    |
|                                                            |      |                            |                                      |               |                              |
| 2020–2021 kein North West 200 wegen der COVID-19-Pandemie  |      |                            |                                      |               |                              |
|                                                            |      |                            |                                      |               |                              |
| 80                                                         | 2022 | Supersport Rennen 1        | Alastair Seeley (Yamaha)             | 20:09,426 min | 106,384 mph (171,21 km/h)    |
| 80                                                         | 2022 | Supersport Rennen 2        | Lee Johnston (Yamaha)                | 27:31,644 min | 117,003 mph (188,3 km/h)     |
| 80                                                         | 2022 | Supertwins Rennen 1        | Pierre Yves Bian (Paton)             | 19:25,797 min | 110,366 mph (177,62 km/h)    |
| 80                                                         | 2022 | Supertwins Rennen 2        | Joe Loughlin (Paton)                 | 19:19,849 min | 110,932 mph (178,53 km/h)    |
| 80                                                         | 2022 | Superbike                  | Glenn Irwin (Honda)                  | 25:59,274 min | 123,935 mph (199,45 km/h)    |
| 80                                                         | 2022 | Superstock Rennen 1        | Alastair Seeley (Yamaha)             | 29:06,868 min | 110,625 mph (178,03 km/h)    |
| 80                                                         | 2022 | Superstock Rennen 2        | Alastair Seeley (Yamaha)             | 26:23,700 min | 122,023 mph (196,38 km/h)    |
| 80                                                         | 2022 | NW 200                     | Glenn Irwin (Honda)                  | 30:21,682 min | 123,809 mph (199,25 km/h)    |
|                                                            |      |                            |                                      |               |                              |
| 81                                                         | 2023 | Supersport Rennen 1        | Davey Todd (Honda)                   | 27:35,124 min | 116,757 mph (187,9 km/h)     |
| 81                                                         | 2023 | Supersport Rennen 2        | Davey Todd (Honda)                   | 27:31,656 min | 117,003 mph (188,3 km/h)     |
| 81                                                         | 2023 | Supertwins Rennen 1        | Richard Cooper (Kawasaki)            | 19:26,032 min | 110,343 mph (177,58 km/h)    |
| 81                                                         | 2023 | Supertwins Rennen 2        | Richard Cooper (Kawasaki)            | 19:21,605 min | 110,764 mph (178,26 km/h)    |
| 81                                                         | 2023 | Superbike                  | Glenn Irwin (Ducati)                 | 13:09,046 min | 122,137 mph (196,56 km/h)    |
| 81                                                         | 2023 | Superstock Rennen 1        | Alastair Seeley (BMW)                | 21:39,554 min | 123,855 mph (199,33 km/h)    |
| 81                                                         | 2023 | Superstock Rennen 2        | Alastair Seeley (BMW)                | 21:41,807 min | 123,640 mph (198,98 km/h)    |
| 81                                                         | 2023 | NW 200                     | Glenn Irwin (Ducati)                 | 12:57,608 min | 123,934 mph (199,45 km/h)    |
|                                                            |      |                            |                                      |               |                              |
| 82                                                         | 2024 | Supersport Rennen 1        | Richard Cooper (Yamaha)              | 18:18,988 min | 117,075 mph (188,41 km/h)    |
| 82                                                         | 2024 | Supersport Rennen 2        | Davey Todd (Ducati)                  | 27:29,959 min | 117,426 mph (188,98 km/h)    |
| 82                                                         | 2024 | Supertwins Rennen 1        | Peter Hickman (Yamaha)               | 19:21,577 min | 110,767 mph (178,26 km/h)    |
| 82                                                         | 2024 | Supertwins Rennen 2        | Peter Hickman (Yamaha)               | 19:24,347 min | 111,570 mph (179,55 km/h)    |
| 82                                                         | 2024 | Superbike Rennen 1         | Glenn Irwin (Ducati)                 | 17:06,551 min | 125,336 mph (201,71 km/h)    |
| 82                                                         | 2024 | Superbike Rennen 2         | Glenn Irwin (Ducati)                 | 25:53,017 min | 124,854 mph (200,93 km/h)    |
| 82                                                         | 2024 | Superbike Rennen 3         | Glenn Irwin (Ducati)                 | 25:50,595 min | 124,988 mph (201,15 km/h)    |
| 82                                                         | 2024 | Superstock Rennen 1        | Davey Todd (BMW)                     | 17:17,767 min | 123,982 mph (199,53 km/h)    |
| 82                                                         | 2024 | Superstock Rennen 2        | Davey Todd (BMW)                     | 26:08,377 min | 123,862 mph (199,34 km/h)    |